# من شماره ۴ هستم
«من شماره ۴ هستم» (انگلیسی: I Am Number Four) یک کتاب از جیمز فری است که توسط انتشارات هارپرکالینز منتشر شد.